# Ладыгины
Ладыгины (Лодыгины) — древний дворянский род, из московских бояр.
Род внесён в Бархатную книгу. При подаче документов (декабрь 1685) для внесения рода в Бархатную книгу было предоставлено две родословные росписи: Иваном и Фёдором Лодыгинами.
Род разделился на две ветви, внесённые в VI часть родословной книги Тамбовской и Тверской губерний Российской империи. Ещё одна ветвь Лодыгиных сменила фамилию на Коновницыных.

## Происхождение и история рода
Род происходит от боярина Андрея Ивановича Кобылы, который имел сына, боярина Семёна Андреевича по прозванию Жеребец и внука Григория Семёновича, прозванный Лодыга, родоначальник Ладыгиных.
Пётр Андреевич воевода в Литовском (1515) и последующих походах. Василий Семёнович Ладыгин, по прозванию Шарап, отправлен послом Василия Иоанновича к Папе римскому в Ватикан (1526). Артемий Васильевич воевода в Воронеже (1616—1619), его брат Гавриил — воевода в Перми (1617—1619) и Галиче (1624—1627).

## Описание герба
Посередине золотого щита, в красном поле, окружённом лавровым венком, изображена золотая корона, то есть герб древних владетелей прусских, и под оной два серебряных креста, означенных перпендикулярно.
Щит увенчан дворянским шлемом с дворянской на нём короной, на поверхности которой изображен дуб и по сторонам оного две шестиугольные серебряные звезды. Намёт на щите золотой, подложен красным. Щитодержатели: два льва с золотыми лбами, имеющие во рту лавровую и масляную ветви, а в лапах скипетр и державу. Герб рода Лодыгиных (Ладыгиных) внесён в Часть 9 Общего гербовника дворянских родов Всероссийской империи, стр. 13.

## Известные представители
- Лодыгин Данила Иванович — стольник (1627—1640), воевода в Себеже (1612), Перми (1617—1619), Галиче (1627), Темникове (1629—1630).
- Лодыгин Иван Васильевич — воевода в Ярославле (1614—1616).
- Лодыгин Артемий Васильевич — воевода в Воронеже (1616—1619), московский дворянин (1627—1629).
- Лодыгин Гаврила Васильевич — московский дворянин (1627—1629).
- Лодыгин Дмитрий Васильевич — московский дворянин (1627—1629), воевода в Ярославле (1629—1630) († 1634).
- Лодыгины: Фёдор Иванович, Степан Ефремович, Семён Яковлевич, Максим Михайлович, Михаил и Иван Фёдоровичи — московские дворяне (1627—1658).
- Лодыгины: Увар Гаврилович, Тимофей Дмитриевич, Кондратий Гаврилович и Дмитрий Иванович — стольники (1627—1640).
- Лодыгин Иван Артемьевич — стольник патриарха Филарета (1627—1629), стольник (1636—1640).
- Лодыгин Павел Иванович — патриарший стольник (1627—1629). московский дворянин (1636—1677).
- Лодыгин Фёдор — воевода в Алатыре (1631).
- Лодыгин Родион Яковлевич — стольник (1627—1629), московский дворянин (1636—1640), воевода в Переславле-Залесском (1638—1639).
- Лодыгин Михаил Фёдорович — воевода в Суздале (1639), Рыльске (1645).
- Лодыгин Семён Яковлевич — воевода в Белоозере (1642—1643).
- Лодыгин Данила Иванович — стольник, воевода в Нижнем Новгороде (1645—1647).
- Лодыгин Тимофей Дмитриевич — воевода в Тобольске (1649—1652).
- Лодыгин Василий Павлович — стряпчий (1658—1692).
- Лодыгин Иван Иванович — стольник (1627—1680), воевода в Тюмени (1666—1669).
- Лодыгин Афанасий — дьяк (1676).
- Лодыгин Матвей Уварович — стольник, воевода в Таре (1679—1681).
- Лодыгин Иван Васильевич — стольник царицы Прасковьи Фёдоровны (1692).
- Лодыгины: Семён, Иван Меньшой и Иван Павловичи, Иван и Иван Ивановичи, Иван Афанасьевич, Алексей Кондратьевич — московские дворяне (1668—1695).
- Лодыгины: Фёдор Иванович, Степан Максимович, Василий Павлович, Василий Алексеевич, Андрей Матвеевич — стольники (1686—1692).
- Лодыгин Василий Павлович — стольник, воевода в Пскове (1700)[4][5].
- Лодыгин Александр Николаевич (1847—1923) — русский электротехник, один из изобретателей лампы накаливания.